# Карташевські (нащадки Івана Карташевського)
Карташевські (пол. Kartaszewski, рос. Карташевские) — козацько-старшинський, а пізніше дворянський рід.

## Походження
Нащадки польського вихідця Івана Карташевського, виїхавшого в Малоросію та бувшого протопопом в Полтаві. Його син Яким був військовим товаришем (1720).
Рід Карташевських внесений в I, II і III частини родоводу книги Оренбурзької, Полтавської, Харківської та Чернігівської губерній.
Згідно деяких джерел даний рід міг бути спорідненим з іншими малоросійськими Карташевськими та слобожанськими Кардашевськими.

## Опис герба
|  | Григорій Карташевський в службу вступив в 1791 році і походячи чинами 1826 наданий дійсного статського радника, а 1831 рік березень 17-го дня Всемилостивий наданий на дворянське гідність дипломом і гербом, з яких копія зберігається в Герольдії. |

Щит розділений на чотири частини. У першій в блакитному полі зображений золотий хрест. У другій в червоному полі срібні місяць і під неї підкова, шипами вниз звернена. У третій в правому зеленому полі срібний улій і над оним дві летящі бджоли. У четвертому в лівому золотому полі кадуцеїв жезл і навколо його обвившивсі дві змії. 
Щит увінчаний звичайними дворянськими шоломом і короною з трьома на оній страусовим пір'їнами. Намет на щиті блакитного і червоний, підкладений золотом.

## Представники роду
- Карташевський, Григорій Іванович (1777 —1840) — педагог, сенатор, попечитель Білоруської учбової округи.
- Карташевський, Микола Григорович (? —1880) — генерал-лейтенант, учасник оборони Севастополя.